# 北德意志邦聯
，又稱北德意志邦聯、北德意志聯盟、北日耳曼聯盟，簡稱北德邦聯，是普魯士王國於1867年建立的邦聯制國家，其領土涵蓋了德意志地區的北半部。邦聯内部實際事務几乎都被普魯士王國把持，雖然它名為邦聯制的「組織」，但實際上的運作模式已是聯邦制的「國家」。北德邦聯的成立標志著普魯士在统一德國的过程中完成“北部整合階段”。
在普奧戰爭中擊敗奧地利後，普鲁士解散由奧地利領導的德意志邦聯，開始著手創立由自身主導的北德邦聯。北德邦聯的成立帮助了普鲁士控制北德意志地區，加强自身对南德邦国的影响力。北德邦聯由22个邦国聯合而成，普魯士國王威廉一世出任邦聯主席，擁有軍事大權，可宣戰、媾和、締盟；召集、中止、甚至解散國會，在邦聯內有極大的權力。普魯士首相俾斯麦則兼任邦聯宰相，他不對議會負責，只服從於普魯士國王的命令。所有邦国在联邦议会都有议席，但在43的席位中，僅普鲁士就占了17席。帝國議會則由有條件的民选制度产生。普法战争后，南德四邦并入，德意志帝国成立，北德邦聯隨之被取代。

## 历史

### 普魯士統一德國的計劃
在1815年至1848年的大部分時間裡，奧地利和普魯士合作主導德意志邦聯作為壓制德意志民眾自由主義和民族野心的工具。
德意志1848年革命后，德意志邦聯瓦解。
1849年，法蘭克福國民議會召開，決議產生保罗教堂宪法，要求建立君主立憲、皇帝由選舉任命的德意志帝國。國民議會議員選舉普魯士國王腓特烈·威廉四世為小德意志（沒有奧地利的德國）的皇帝。腓特烈·威廉四世以“君權神授”的理由拒絕接受。他希望通過由自己主導的埃尔福特联盟來統一德意志。
在1850年初埃爾福特聯盟議會召開會議討論憲法時，只有德意志北部和中部的邦國參與其中，奧地利和南德四邦組建的四王聯盟則反對由普魯士主導德意志統一的行動。當年秋季，奧地利和巴伐利亞聯軍在黑森與普魯士軍隊爆發衝突。在俄國的壓力下，普魯士被迫在衝突讓步，於1850年末與奧地利簽訂奧爾米茨條約解散埃尔福特联盟，史稱奥尔米茨之耻。
1866年4月和6月，普魯士再次提議建立小德意志。該提案的基石是在男性普選的基礎上選舉德國議會。該提案明確提到了1849年的保罗教堂宪法，普魯士首相奧托·馮·俾斯麥希望借此在當時的民族和自由主義運動中獲得同情。奧地利及其盟國拒絕了該提議。
1866年夏天，普奧戰爭爆發。

### 普奧戰爭的后续
普奧戰爭結束後，普魯士和奧地利於1866年8月23日簽署了布拉格條約（又稱八月條約）。奧地利接受了普魯士關於解散德意志邦聯的要求。條約允許普魯士在美因河以北的德意志地區建立一個“更緊密的聯邦”（einenengeren Bund）。在和談之前，俾斯麥已經與法國皇帝拿破崙三世就這一限制達成一致。 
在布拉格條約正式簽訂前的1866年8月18日，普魯士已經與德意志北部及中部邦國簽署了北德意志邦联条约，這項條約建立了爲期一年的軍事同盟，並規定在1867年8月前建立聯邦。各國同意選舉議會來討論憲法草案。在1866年晚些時候，更多邦國加入了該條約。萨克森王国和黑森大公国是普奧戰爭中的對手，但他們也不得不在各自的和平條約中同意加入（黑森大公国與上黑森合併）。
普魯士議會中的自由主義者希望普魯士效仿創建意大利王國的模式，直接全面吞併所有北德意志領土。但俾斯麥選擇了較爲保守的方法，僅吞并一部分領土，其餘仍維持邦聯内的邦國地位。1866年10月，普魯士吞并了漢諾威、黑森-卡塞爾、拿騷和法蘭克福自由市。這些地區被合併為兩個新的普魯士省，漢諾威和黑森-拿騷。另外，原由普魯士和奧地利共同管理的石勒苏益格-荷尔斯泰因也成為普魯士的一個省。

### 邦聯憲法
俾斯麥向保守派和民主派政客徵求意見，最後向其他邦政府提交了憲法草案。決定新聯邦政府形式的重要參考因素是最近結束的美國內戰。雖然很少有德國人特別同情在美國引發內戰的奴隸制，但當時美國以外的主流觀點是，解放奴隸只是為了報復南方脫離美利堅合眾國。考慮到這一點，許多天主教徒（尤其是德國南部的天主教徒）擔心，以新教作爲國教的普魯士將來可能會試圖在統一的德國內部製造類似的分裂危機，並以此為藉口在整個德國對天主教進行暴力鎮壓。
因此，俾斯麥的意圖是讓新的聯邦制國家看起來像德意志邦聯傳統中的一個邦聯。他在憲法草案中解釋了國家名稱和幾項條款，努力使聯邦制國家對可能加入的南部各邦來説看起來更具吸引力（或至少不那麼令人厭惡）。
與此同時，在1866年末，普魯士和其他邦國準備進行北德意志邦联議會選舉。根據各邦法律，制宪国会（Konstituierender Reichstag）於1867年2月選舉產生。嚴格來説，制宪国会不是真正的議會，而只是討論和接受憲法草案的機構。制宪国会的會議進程從2月持續到4月，與俾斯麥進行密切會談，并對憲法草案作出一些修改。4月16日，憲法草案發佈。各邦議會於1867年6月批准。7月1日，北德意志邦聯憲法生效。

## 政治制度
北德意志邦聯憲法創建了兩個議會。
- 上議院是聯邦議會（Bundesrat），即各邦政府代表的“聯邦委員會”，各成員國的的代表人數由憲法規定，各成員國的代表根據各成員國政府的指示投票。
- 下議院是帝國議會（Reichstag），這是一個具有25歲以上的男性普選權的議會。1867年8月，第一屆帝國議會完成选举。

要通過一項法律，必須在帝國議會和聯邦議會都取得多數票，這給了各成員國政府重要的否決權。
北德意志邦聯的國家元首是邦聯主席（Bundespräsidium）。根據憲法第11條，該職位自動屬於普魯士國王。俾斯麥選用這個頭銜是爲了避免使用具有共和色彩的“總統”（Präsident）一詞。
行政權屬於總理，由邦聯主席負責任命和解職。北德意志邦聯沒有正式的內閣，只有兩個政府部門：總理辦公室，以及1870年初建立的外交部（原普魯士王國外交部）。
儘管名義上邦聯是各邦國的聯合體，但實際上整個邦聯完全由普魯士主導。它擁有邦聯五分之四的領土和人口，比其他21個成員的總和還要多。威廉一世同時是普魯士國王和邦聯國家元首。俾斯麥同樣同時是普魯士和邦聯的總理及外交部長，在這個職位上，他可以指導普魯士在聯邦議會的投票。普魯士在聯邦議會的43票中占有17票，是票數最多的成員，這使得他們可以通過與較小的邦國結盟輕鬆獲得多數票。由於修憲需要2/3的票數通過，這意味著普魯士對憲法的提案有絕對的否決權。

## 關稅聯盟
1867年6月，普魯士與南部各邦國舉行了會議。在普魯士的壓力下，新的德意志關稅同盟（Zollverein）條約於次月簽署。新的關稅同盟管理機構是邦聯海關委員會和海關議會（Zollparlament），其中來自北德意志邦聯的成員是帝國議會議員，來自南德各邦國的成員則由選舉產生。1868年1月1日，新機構生效。俾斯麥希望關稅同盟成為德意志統一的工具。但在1868年海關議會選舉中，南德人還是主要投票給了反普魯士政黨。
另一方面，兩個梅克倫堡公國（梅克倫堡-什未林大公國、梅克伦堡-施特雷利茨大公国）和三個漢薩同盟城市（呂貝克自由市、漢堡、不來梅）最初不是關稅同盟的成員。北德邦聯成立後不久，兩個梅克倫堡公國和呂貝克即加入。而漢堡和不來梅直到1888年才加入關稅同盟（此時德意志帝國已成立）。儘管如此，所有邦國還是充分參與了邦聯機構，不論是否加入了關稅同盟。

## 向帝國过渡

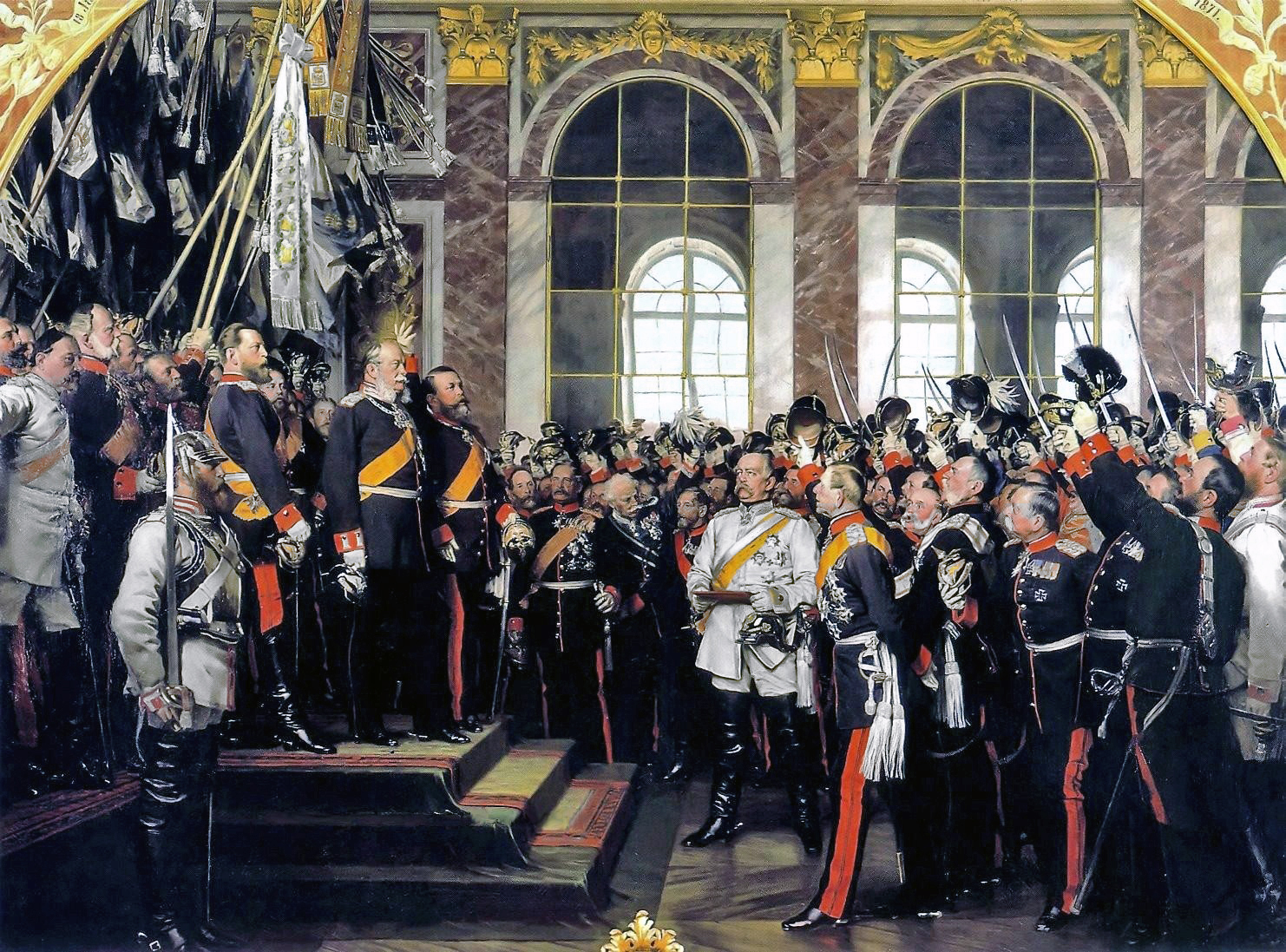
画作《德意志帝国宣告成立》，俾斯麥為衣着白色者。巴登大公立於威廉身後，領銜歡呼。時為儲君的腓特烈三世立於其父、正加冕皇帝的普魯士國王威廉一世右側，毛奇、羅恩、布盧門塔爾等人分列於後。安東·馮·維爾納作

1870年中期，一場關於西班牙王位的外交危機最終引發了普法戰爭。戰爭期間的1870年11月，南部的巴伐利亞王國、符騰堡王國和巴登大公國（連同黑森的部分地區）加入了北德意志邦聯。在這種情況下，1870年12月10日，邦聯通過了德意志邦聯憲法，成立了新的德意志邦聯。該憲法從1871年1月1日開始生效。
從字面上理解，南德四邦似乎與北德邦聯“合并”爲了一個新國家。但依據《北德意志邦聯憲法》第79條，南德四邦只能“加入”北德邦聯。
新成立的德意志邦聯僅存在了很短暫的時間。1871年3月3日，新的帝國議會選舉產生。4月16日，帝國議會決議通過德意志帝国宪法，決定成立德意志帝國（Deutsches Reich），並授予普魯士國王威廉一世“皇帝”稱號。此前他已經於1月18日在法國凡爾賽宮加冕。1871年1月18日後來被普遍認為是“德意志帝國宣告成立”（Deutsche Reichsgründung）的日子，但在憲法意義上，德意志帝國成立於1871年4月16日。
三部憲法（1867年的北德意志邦聯憲法、1871年1月的德意志邦聯憲法、1871年4月的德意志帝国宪法）文本幾乎相同。

## 邮政
邦联的一大重要功能就是由处理各邦国的邮政事务及发行邮票。1868年1月1日开始，为适应各邦国不同的货币系统，邦联在北部地区发行的邮票以格罗申计价，南部地区则以克鲁泽计价。两种邮票的币值上有不同图案，以作识别。所有这些邮票都印有Norddeutscher Postbezirk（北德邮政区域）字样。
此外，汉堡推出一款特别的四分之一先令邮票，印有Stadtpostbrief Hamburg（汉堡城市邮政印章）字样。
1872年1月1日，新发行的德意志帝国邮票取代了邦联邮票。

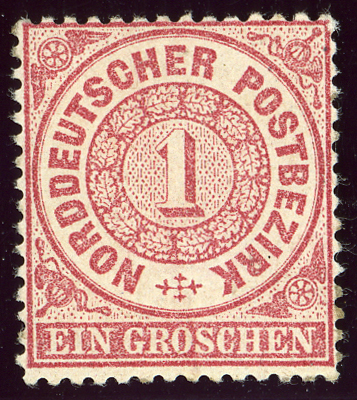
1869年邦联北部省份通用郵票
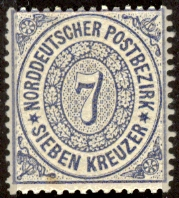
1869年邦联南部省份通用郵票

## 成員邦

北德意志邦聯

| 邦国           | 邦国                      | 首都         |
| -------------- | ------------------------- | ------------ |
| 王国（）       |                           |              |
|                | 普鲁士（） (包含勞恩堡)   | 柏林         |
|                | 萨克森（）                | 德累斯顿     |
| 大公国（）     |                           |              |
|                | 黑森（） (僅含上黑森)     | 吉森         |
|                | 梅克伦堡-什未林（）       | 什未林       |
|                | 梅克伦堡-施特雷利茨（）   | 新施特雷利茨 |
|                | 奥尔登堡（）              | 奥尔登堡     |
|                | 萨克森-魏玛-爱森纳赫（）  | 魏玛         |
| 公国（）       |                           |              |
|                | 安哈尔特（）              | 德绍         |
|                | 布伦瑞克（）              | 布伦瑞克     |
|                | 萨克森-阿尔滕堡（）       | 阿尔滕堡     |
|                | 萨克森-科堡-哥达（）      | 科堡         |
|                | 萨克森-迈宁根（）         | 迈宁根       |
| 亲王国（）     |                           |              |
|                | 利珀（）                  | 代特莫尔德   |
|                | 罗伊斯-格拉（幼系）（）   | 格拉         |
|                | 罗伊斯-格赖茨（长系）（） | 格赖茨       |
|                | 绍姆堡-利珀（）           | 比克堡       |
|                | 施瓦茨堡-魯多爾施塔特（） | 鲁多尔施塔特 |
|                | 施瓦茨堡-桑德豪森（）     | 桑德豪森     |
|                | 瓦尔德克-皮尔蒙特（）     | 阿罗尔森     |
| 汉萨自由市（） |                           |              |
|                | 不来梅（）                |              |
|                | 汉堡（）                  |              |
|                | 吕贝克（）                |              |